# Moby Drea
Le Moby Drea est un ferry rapide appartenant à la compagnie italienne Med Fuel SRL a partir de 2025. Construit en Allemagne de l'Ouest par les chantiers Lübecker Flenderwerke de 1974 à 1975 pour la compagnie suédoise Tor Line, il était à l'origine baptisé Tor Britannia. Mis en service en mai 1975 sur les liaisons reliant la Suède, le Royaume-Uni et les Pays-Bas, il est à l'époque l'un des ferries les plus imposants mais aussi les plus rapides au monde grâce à sa vitesse de 27 nœuds. À l'occasion du rachat des activités de transport de passagers de Tor Line par la compagnie DFDS en 1981, le navire intègre la flotte de l'armateur danois dès l'année suivante et reste employé en mer du Nord sur des itinéraires plus ou moins identiques que précédemment. Au terme d'une vingtaine d'années de carrière sous les couleurs de DFDS au cours de laquelle il aura notamment été renommé Prince of Scandinavia en 1990, le navire est finalement cédé en 2003 à la compagnie italienne Moby Lines. Rebaptisé Moby Drea, il est employé à partir de mai 2004 sur les liaisons reliant l'Italie continentale à la Sardaigne, essentiellement durant les périodes estivales. Retiré définitivement du service à l'automne 2024.

## Historique

### Origines et construction
Dans les années 1970, le trafic des passagers et des véhicules sur les liaisons maritimes entre la Suède, le Royaume-Uni et les Pays-Bas est principalement assuré par deux opérateurs concurrents, le consortium England-Swedish Line (ESL), composé des compagnies Rederi Ab Svea, Swedish Lloyd et Ellerman's Wilson Line et la compagnie Tor Line. Depuis quelques années, cette dernière, créée en 1966 par la fusion des deux armateurs historiques suédois Trans Oil Shipping et Rex Shipping, était parvenue à s'imposer face à sa rivale, notamment grâce ses deux performants car-ferries, les sister-ships Tor Anglia et Tor Hollandia. Mais dans une volonté de consolider son leadership, la direction de Tor Line envisage en ce début de la décennie 1970 le remplacement de sa flotte actuelle par une nouvelle paire de car-ferries plus imposants, plus capacitaires, mais avant tout plus rapides.
Pour ce faire, la compagnie passe commande de deux nouveaux navires jumeaux aux chantiers ouest-allemands Lübecker Flenderwerke qui avaient également construit les deux précédents navires de Tor Line à la fin des années 1960. Baptisés Tor Britannia et Tor Scandinavia, les futurs navires affichent non seulement des dimensions bien supérieures à celles de leurs prédécesseurs mais aussi des caractéristiques inhabituelles pour l'époque. Avec une longueur de plus de 180 mètres, ils surpassent les ferries de la classe Belorussiya, exploités par la compagnie soviétique Black Sea Shipping Company, bien que ceux-ci affichent un tonnage supérieur. Permise par ces dimensions exceptionnelles, l'importante surface intérieure va être agencée de manière à offrir un confort et une qualité supérieure aux locaux des passagers. Ainsi, ceux-ci pourront profiter de deux espaces de restauration, trois bars dont un extérieur avec piscine ainsi que de nombreuses cabines équipées pour la grande majorité de sanitaires. De même que les aménagements, le garage va également couvrir une surface assez conséquente qui sera d'autant plus importante que celui-ci s'étendra sur toute la largeur des navires. Accessible par l'arrière au moyen de deux longues rampes, il occupe au total une superficie de deux ponts grâce à la présence d'un car-deck amovible, de quoi embarquer un total de 420 véhicules. Mais au-delà de leurs grandes dimensions et de leur importante capacité, la caractéristique la plus novatrice réside au sein de l'appareil propulsif conçu pour conférer aux navires une vitesse très élevée de l'ordre de 27 nœuds. Cette vitesse, encore peu conventionnelle pour des ferries, peut être atteinte grâce à la forme particulière de leur coque, fine et élancée et caractérisée par une largeur plus restreinte au regard de la longueur.
Premier des deux navires construit, le Tor Britannia est mis sur cale à Lübeck le 21 janvier 1974 et lancé le 10 octobre. Après environ sept mois de finitions, le navire est réceptionné par Tor Line le 16 mai 1975.

### Service

#### Tor Line (1975-1981)

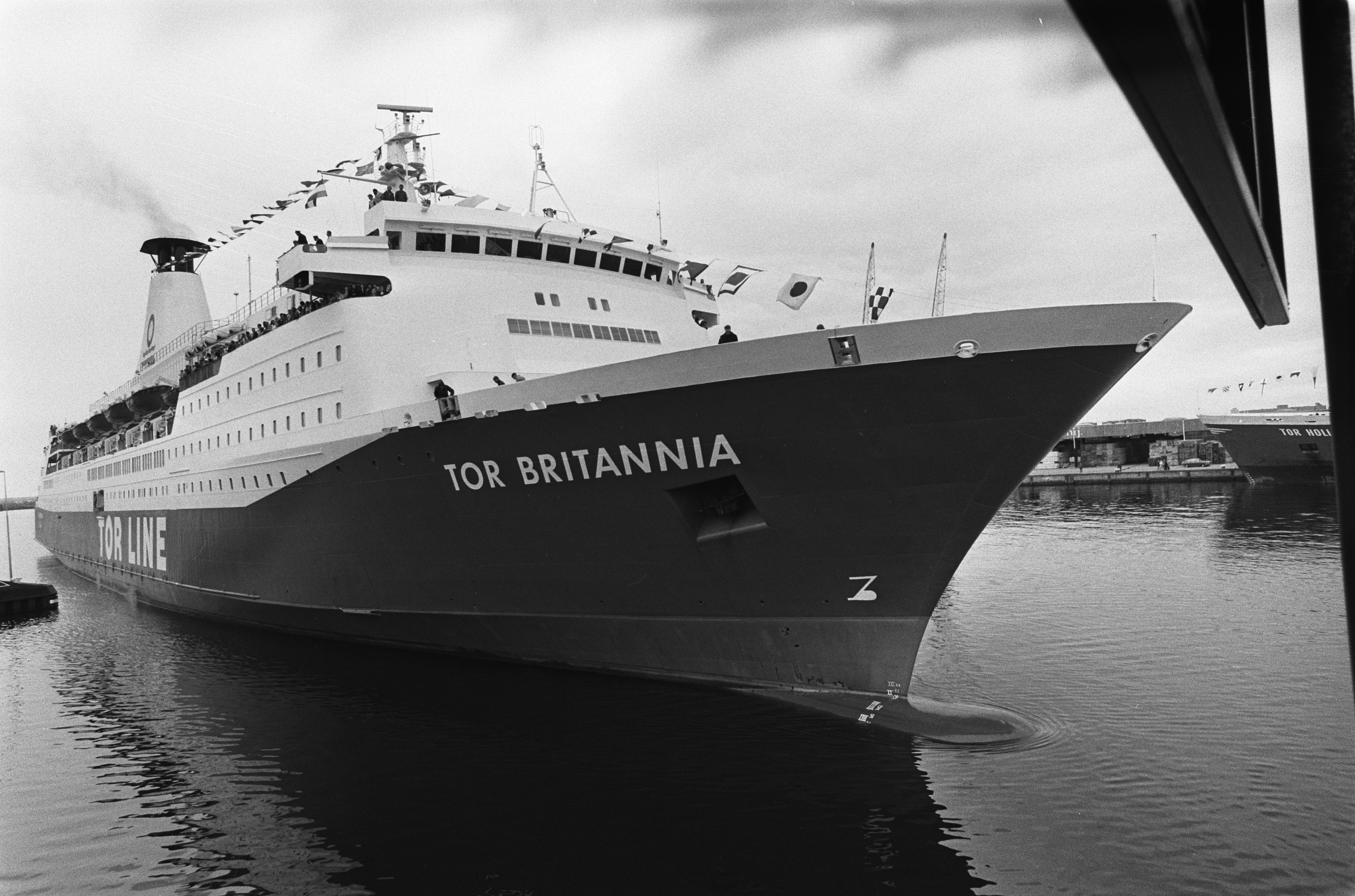
Le Tor Britannia lors de sa première arrivée à Amsterdam le 24 mai 1975.

Après avoir quitté l'Allemagne de l'Ouest pour rejoindre la Suède, le Tor Britannia est mis en service le 21 mai 1975 sur les lignes à destination du Royaume-Uni et des Pays-Bas depuis Göteborg. Il remplace sur cet axe le ferry Tor Anglia. Grâce à la qualité de ses prestation ainsi qu'à sa vitesse réduisant considérablement le temps de traversée, le Tor Britannia gagne rapidement un certain succès. À partir d'avril 1976, il est rejoint par son jumeau le Tor Scandinavia. Les deux navires forment alors un brillant tandem sur la desserte triangulaire de la Suède, du Royaume-Uni et des Pays-Bas et leur mise en service entraînera la fin des activités du consortium rival ESL. Il s'avèrera toutefois que le trafic passager est beaucoup moins important durant la basse saison, ce qui aura pour principal effet de peser sur la rentabilité des navires.
Le 13 novembre 1977, au cours d'une tempête, le navire est dérouté pour porter assistance au cargo Hero, en difficulté en raison d'une gîte anormale. Arrivé sur les lieux, le Tor Britannia recueille à son bord dix marins.
À partir de l'année 1980, Tor Line établi un partenariat avec la compagnie Sessan Linjen. Dans ce contexte, les deux armateurs commercialisent leurs services sous la marque Tor Sessan Line qui figure également sur la coque des navires. Ce partenariat prendra cependant fin le 1er mars 1981 en raison du rachat de Sessan Linjen par Stena Line. Cette même année, Tor Line entame des négociations avec l'armateur danois DFDS portant sur la vente d'un de ses deux navires, la compagnie ayant de plus en plus de difficulté à soutenir leur exploitation en raison de leur consommation élevée de carburant due à leurs vitesses élevées. Finalement, DFDS fera l'acquisition de l'entièreté des activités de Tor Line dans le secteur du transport de passagers.

#### DFDS (1981-2003)
Transféré au sein de DFDS le 22 octobre 1981, le Tor Britannia est dans un premier temps retiré du service. Les plans de son nouveau propriétaire prévoient en effet de ne conserver qu'un seul navire entre Göteborg, Felixstowe et Amsterdam tandis que l'autre serait transféré au sein de la filiale Scandinavian Seaways afin d'effectuer des croisières dans les Caraïbes au départ de la Floride. C'est le Tor Britannia qui sera choisi pour assurer cette utilisation. En prévision de sa nouvelle affectation, le navire est rebaptisé Scandinavian Star et enregistré sous pavillon de complaisance des Bahamas le 10 novembre. Alors qu'il est stationné à Aalborg dans l'attente de son départ pour les États-Unis, DFDS renoncera au projet. En conséquence, le navire, déplacé entre-temps à Copenhague restera immobilisé jusqu'au 12 mars 1982 avant que DFDS ne décide finalement de le faire naviguer de nouveau sur son affectation d'origine aux côtés de son sister-ship. Ainsi, après avoir bénéficié de quelques transformations au cours desquelles sa coque bleue marine est repeinte en blanc et sa cheminée mise aux couleurs de la compagnie danoise, le navire retrouve à partir du 29 mars la desserte du Royaume-Uni et des Pays-Bas depuis la Suède sous son nom d'origine mais cette fois-ci pour le compte de DFDS et sous pavillon danois.

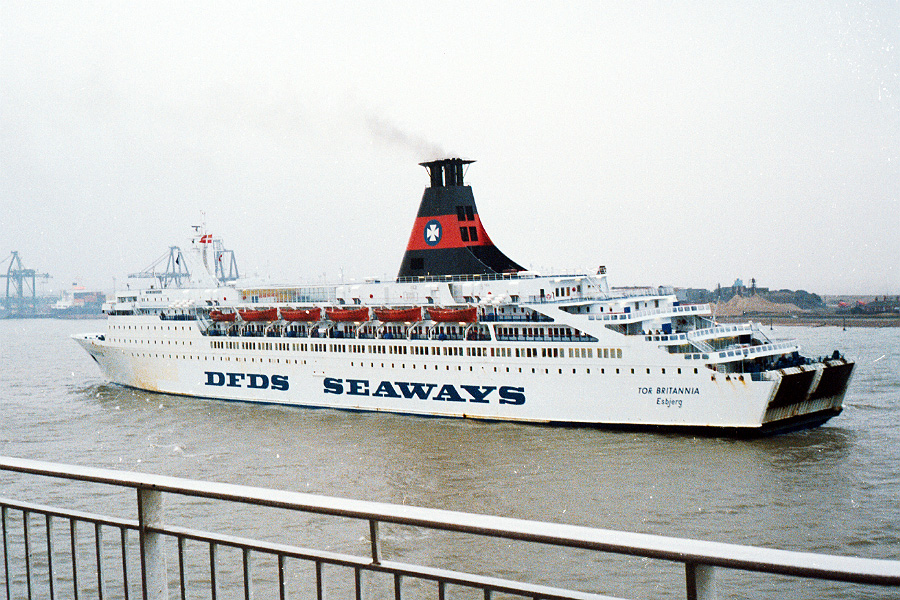
Le Tor Britannia sous les couleurs de DFDS.

Au cours de l'année 1983, d'importants changements vont intervenir dans l'itinéraire assuré par le Tor Britannia et son jumeau afin de mieux les intégrer au réseau DFDS. Dans un premier temps, Felixstowe est délaissé au profit du port voisin d'Harwich déjà desservi depuis de longues années par la compagnie danoise. Quelques mois plus tard, en octobre, la liaison vers les Pays-Bas est tout simplement supprimée afin de mettre en place une escale à Esbjerg, principal port de départ des navires de DFDS desservant le Royaume-Uni depuis le Danemark. Enfin, la compagnie fera retirer l'inscription « Tor Line », qui subsistait jusqu'alors sur les coques des navires aux côtés de la marque DFDS. Malgré cette série de changements visant à évincer la présence de la compagnie Tor Line, les deux navires conserveront dans un premier temps leurs noms originaux.
Durant l'automne 1984, le Tor Britannia est affrété par l'OTAN et effectue dans ce cadre divers mouvements entre le Royaume-Uni et l'Allemagne de l'Ouest du 27 septembre au 3 octobre. Par la suite, le navire connaîtra des utilisations similaires à trois reprises, du 6 au 18 mars 1985, du 9 octobre au 12 décembre 1987 et du 15 au 17 septembre 1989. Chacun de ces affrètements mènera le navire dans plusieurs pays autour de la mer du Nord.
En 1986, au cours de son arrêt technique, le navire est repeint avec la nouvelle livrée de DFDS intégrant désormais des motifs à dominante bleus tels qu'une ligne séparant la coque des superstructures, et des bandes dégradées au niveau de la cheminée. Quelques années plus tard, en 1989, les activités de transport de passagers de la compagnie sont transférées au sein d'une entité commerciale baptisée « Scandinavian Seaways » qui succède à la marque « DFDS Seaways » sur les coques des navires. Cette même année 1989, DFDS expérimente au mois d'octobre la réouverture de la liaison Göteborg - Amsterdam qui avait été fermée six ans plus tôt et qui sera rétablie de manière saisonnière à partir du mois de mars 1990. À compter de novembre, ces traversées vers Amsterdam sont interrompues pour l'hiver et le navire est employé pour relier Copenhague avant d'être désarmé de décembre jusqu'à mars. Durant ces périodes d'immobilisation, il arrive qu'il occupe des fonctions exceptionnelles comme une utilisation en tant qu'hôtel flottant à Malmö au cours de l'hiver 1989-1990.
Le 8 novembre 1990, le navire rejoint l'Allemagne afin d'effectuer son arrêt technique aux chantiers Blohm + Voss de Hambourg. Au cours de celui-ci, quelques interventions ont lieu à bord, notamment l'ajout de cabines vers l'avant du pont 4, en lieu et place d'une partie du garage. Durant les travaux également, le ferry prend le nom de Prince of Scandinavia le 21 novembre. À l'issue de l'arrêt technique le 11 janvier 1991, il reprend ses rotations habituelles.
Pendant toute la première partie des années 1990, la carrière du navire se poursuit sans évènement particulier, à l'exception toutefois de la modification du port d'arrivée aux Pays-Bas, transféré d'Amsterdam à IJmuiden à partir du 27 octobre 1993.
Le 19 avril 1996, le Prince of Scandinavia est affrété par le ministère de la Défense britannique et effectue dans ce cadre un voyage vers les États-Unis après avoir embarqué les personnels à Dundee. Pendant un mois, le navire fera escale dans plusieurs villes de la côte est américaine, en particulier Norfolk et Morehead City. À l'issue de cette mission, le ferry quitte les États-Unis le 15 mai et met le cap sur la Méditerranée. Affrété à compter du 28 mai par la Compagnie tunisienne de navigation (CTN), il est exploité durant la saison estivale sur les lignes entre la Tunisie, l'Italie et la France. Une fois l'affrètement arrivé à son terme le 26 octobre, il regagne la Suède.
À partir du 28 février 1997, le navire est affecté à la liaison reliant Harwich à Hambourg. C'est dans ce cadre que le 8 mai, alors qu'il navigue dans l'estuaire de l'Elbe, le Prince of Scandinavia s'échoue non loin d'Otterndorf. L'équipage parvient néanmoins à dégager le navire au bout de deux heures puis rejoindre Cuxhaven afin de procéder à une inspection. Une mésaventure similaire touchera de nouveau le navire presque deux ans plus tard, le 13 mars 1999, au même endroit et n'occasionnera là aussi que peu de dégâts.
À la fin de l'année 1997, le Prince of Scandinavia rejoint les chantiers Remontowa de Gdańsk en Pologne afin de subir une d'importants travaux consistant en l'ajout de sponsons le long de ses flancs dans l'optique d'améliorer sa stabilité et l'adapter par la même occasion aux nouvelles normes internationales. Ces transformations auront pour effet de légèrement modifier l'apparence du navire. En plus des stabilisateurs latéraux, un stabilisateur arrière en « queue de canard » sera aussi installé. Le navire quitte les chantiers le 14 janvier 1998 et dessert brièvement les liaisons entre la Suède, le Royaume-Uni et le Danemark jusqu'en mars avant de retourner naviguer entre le Royaume-Uni et l'Allemagne à partir du mois de mai. À l'inverse de l'année précédente cependant, le port anglais desservi n'est plus Harwich mais Newcastle.
Après avoir navigué une dernière saison entre Harwich et Hambourg d'avril 2000 à janvier 2001, le navire est transféré sur la liaison Newcastle - IJmuiden à partir du 28 janvier. Deux ans et demi plus tard, le 24 octobre 2003, le Prince of Scandinavia est finalement cédé à la compagnie italienne Moby Lines. Il reste néanmoins exploité entre le Royaume-Uni et les Pays-Bas jusqu'au 27 novembre, date à laquelle il achève sa dernière traversée pour le compte de DFDS.

#### Moby Lines (2003-2025)
Réceptionné à Newcastle le 28 novembre 2003, le navire est rebaptisé Moby Drea et enregistré sous pavillon portugais. Quelques jours plus tard, il quitte le Royaume-Uni pour rejoindre l'Italie et arrive à Gênes le 11 décembre. Il entre ensuite aux chantiers afin d'être transformé et adapté aux standards de son nouveau propriétaire. Outre la réfection des locaux, la capacité du garage est augmentée avec l'ajout d'éléments de car-deck supplémentaires ainsi que la suppression des cabines sur le pont 4. Mais ces transformations vont prendre une dimension particulière au moment de réaliser la livrée, si Moby Lines décorait jusqu'à présent les coques de ses navires avec son emblème représentant une baleine bleue, la compagnie va à cette période expérimenter sur son navire Moby Freedom une livrée très originale représentant des personnages de issus des Looney Tunes. Toujours en cours de transformations à ce moment-là, le Moby Drea va donc lui aussi être paré d'une livrée à l'effigie de ces personnages de cartoon qui s'imposera finalement comme un standard au sein de la compagnie et sera appliqué sur l'ensemble de la flotte dès l'année suivante.

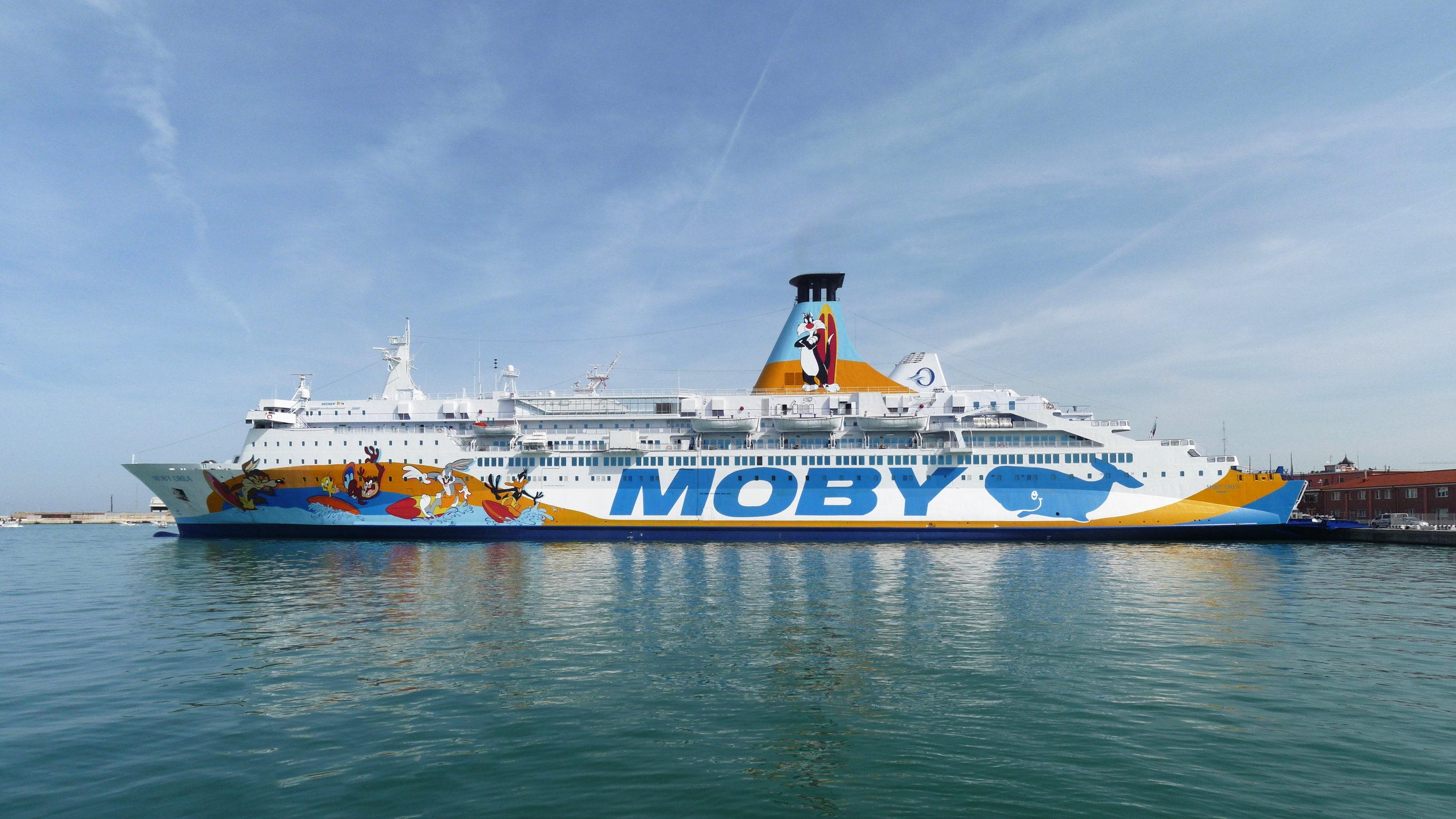
Le Moby Drea à Livourne en 2009.

Une fois les transformations terminées, le nouveau navire de Moby est mis en service au mois de mai 2004 sur les lignes reliant l'Italie continentale à la Sardaigne. Le Moby Drea est dans un premier temps positionné sur la liaison Livourne - Olbia en remplacement du ferry Moby Magic, immobilisé depuis septembre 2003 après avoir été sérieusement endommagé. Durant ses deux premières années de carrière au sein de Moby Lines, le Moby Drea restera immatriculé sous pavillon portugais, vraisemblablement pour raisons économiques. Il sera finalement enregistré sous pavillon italien en mai 2006. Plus tard cette même année, Moby fera par ailleurs l'acquisition de son sister-ship l'ex-Princess of Scandinavia auprès de DFDS. Intégré au sein de la flotte de la compagnie à la baleine bleue sous le nom de Moby Otta, il est mis en service en mai 2007 entre Gênes et Porto Torres, occasionnant ainsi le transfert du Moby Drea sur cette même liaison. En raison du caractère saisonnier de la ligne, le navire est désarmé ou affecté sur d'autres axes durant les périodes hivernales.
En 2012, en raison d'une importante augmentation du prix du carburant, Moby se voit contrainte de profondément modifier son plan de flotte. Ainsi, le Moby Drea et son jumeau remplacent dorénavant les sister-ships Moby Wonder et Moby Freedom sur les rotations saisonnières entre Gênes et Olbia.
Au printemps 2015, alors qu'ils reprennent leur service saisonnier habituel entre Gênes et Olbia, le Moby Drea et le Moby Otta sont exceptionnellement employés sur quelques traversées à destination de la Corse sur la ligne Gênes - Bastia en attendant le réarmement du Moby Corse, habituellement affecté à cette liaison.
Au cours de l'année 2018, le navire est affrété par la compagnie Norwegian Cruise Line dans le but de servir d'hôtel flottant afin d'héberger l'équipage du paquebot Norwegian Star qui doit effectuer son arrêt technique à Marseille. Ainsi, le Moby Drea rejoint la cité phocéenne et s'amarre au niveau de la forme 9, non loin du paquebot de la NCL. Il reste sur place durant la totalité de l'arrêt de ce dernier puis regagne par la suite l'Italie en vue de la saison estivale.
Dans la nuit du 23 mai 2022, au cours d'une traversée entre Olbia et Gênes, le Moby Drea est victime d'un black-out, provoqué par la présence anormale d'eau au sein du carburant, alors qu'il se trouve au large de la Corse aux alentours de 1h du matin. Privé de toute énergie, le navire reste immobilisé au large d'Aléria jusqu'à 4h30 avant que les moteurs ne soient finalement remis en marche. Le ferry poursuit ensuite sa traversée et arrive finalement à Gênes aux environs de midi.
En 2024, le navire assure ce qui sera sa dernière saison estivale pour le compte de Moby Lines sur son affectation habituelle entre Gênes et Olbia. À l'issue de l'été, alors qu'il devait être désarmé comme chaque année, il est exceptionnellement maintenu en service durant une partie de l'automne afin de pallier l'indisponibilité d'un autre navire de la flotte. Le 4 novembre dans la matinée, le Moby Drea arrive pour la dernière fois à Gênes en provenance d'Olbia, mettant ainsi un terme à 49 ans de service, dont 20 ans sous les couleurs de Moby Lines. Désarmé comme à l'accoutumée dans l'enceinte des chantiers de Gênes, il n'apparaît pas dans la programmation estivale de la compagnie pour l'année 2025. Le 22 avril, le vieux ferry désormais cinquantenaire est vendu pour démolition,.
Le 18 juillet 2025, le Moby Drea à quitté le port de Gênes pour se rendre aux chantiers d'Aliaga afin d'être démoli.

## Aménagements
Le Moby Drea possède 10 ponts. La totalité des ponts 5 à 7 ainsi qu'une partie des ponts 9 et 2 sont dédiés aux passagers tandis que l'équipage occupe essentiellement le pont 8. Le garage occupe quant à lui les ponts 3 et 4.

### Locaux communs
Le Moby Drea possède de nombreuses installations de qualité destinées aux passagers situées sur les ponts 6 et 7. À sa mise en service, le navire disposait d'un restaurant de 245 places et une cafétéria de 296 places sur le pont 6, et sur le pont 7 se trouvaient un bar de 253 places, un club de 245 places, un salon pouvant accueillir 45 personnes ainsi qu'un casino. En plus du bar lido avec piscine situé sur le pont 9, un sauna était également présent sur le pont 1.
Depuis son acquisition par Moby, les installations du car-ferry sont organisés de la manière suivantes :
- Show Lounge, bar central principal situé sur le pont 7 ;
- Panorama Bar, bar situé sur le pont 6 du côté bâbord le long d'un couloir avec vue sur la mer ;
- Admiral Pub, bar situé sur le pont 7 vers le milieu du navire décoré avec des boiseries ;
- Children World, bar situé sur le pont 7 à l'arrière du navire abritant notamment les jeux pour enfants ;
- Lido Bar, bar extérieur avec piscine situé au milieu sur le pont 9 ;
- V-Class Restaurant, restaurant à la carte sur le pont 6 vers l'avant du navire ;
- Mascalzone Latino, libre-service situé à la poupe sur le pont 6 ;
- Pizzeria, pizzeria sur le pont 6.

En plus de ces installations, une boutique est présente ainsi qu'une salle de jeux pour enfants et un espace d'arcade à proximité. Le navire possède également un glacier ouvert durant l'été.

### Cabines
Le Moby Drea dispose aujourd'hui de 379 cabines situées en grande majorité sur le pont 5 mais également à l'avant des ponts 6 et 7 ainsi que sur le pont 8. Ces cabines, internes et externes, sont le plus souvent équipée de deux à quatre couchettes ainsi que de sanitaires comprenant douche, WC et lavabo. Neuf d'entre elles sont des suites et 59 sont estampillée V-Class. Un salon fauteuil est également présent sur le pont 2, en dessous des garages.

## Caractéristiques
Le Moby Drea mesure 184,55 mètres de long pour 26,40 mètres de large et son tonnage est de 21 545 UMS. Avant les travaux de 1998, ses dimensions étaient de l'ordre de 182,26 mètres de long, 23,62 mètres de large et 14 905 UMS. Le navire avait une capacité initiale de 1 507 passagers et pouvait embarquer 420 véhicules au sein de son garage. Depuis son acquisition par Moby Lines sa capacité a été portée à 1 920 passagers et 500 véhicules. Le garage couvre un total de deux niveaux complet et est accessible par deux portes rampes arrière. La propulsion est assurée par quatre moteurs diesels Pielstick-Lindholmen 12PC3V développant une puissance de 33 540 kW entraînant deux hélices à pas variable faisant filer le bâtiment à une vitesse de 27,2 nœuds. Le navire possédait initialement dix embarcations de sauvetage ouvertes de taille moyenne, cinq étaient situées de chaque côté du navire et étaient complétées par deux embarcations de secours. Actuellement, seules six embarcations subsistent et les dispositifs complémentaires ont été renforcés avec un canot semi-rigide de taille conséquente. En plus de ces principaux dispositifs, le navire dispose de plusieurs radeaux de sauvetage à coffre s'ouvrant automatiquement au contact de l'eau. Le navire est doté de deux propulseurs d'étrave facilitant les manœuvres d'accostage et d'appareillage ainsi que de stabilisateurs anti-roulis à ailerons repliables.

## Lignes desservies
Pour le compte de Tor Line de 1975 à 1981, le navire reliait le Royaume-Uni et les Pays-Bas depuis la Suède sur les lignes Göteborg - Felixtowe et Göteborg - Amsterdam. À l'occasion de son transfert en 1982 sous les couleurs de DFDS, il reste tout d'abord employé sur son itinéraire d'origine avant que celui-ci ne soit modifié l'année suivante avec l'arrêt de la desserte des Pays-Bas et l'ajout d'une escale au Danemark pour ainsi mettre en place la ligne Göteborg - Esbjerg - Harwich. Les traversées entre Göteborg et Amsterdam, puis IJmuiden seront cependant rétablies à partir de 1989. À compter de 1997, il est transféré à titre principal entre le Royaume-Uni et l'Allemagne sur la ligne Harwich - Hambourg ou Newcastle - Hambourg selon les années. Durant les périodes hivernales, il est également affecté sur les liaisons entre la Suède, le Danemark et le Royaume-Uni. Sa dernière affectation pour DFDS sera la ligne Newcastle - IJmuiden qu'il desservira de 2001 à 2003.
Pour Moby Lines depuis mai 2004, le Moby Drea est employé sur les lignes reliant l'Italie continentale à la Sardaigne. Il a tout d'abord été affecté sur la liaison Livourne - Olbia avant d'être transféré sur les rotations estivales entre Gênes et Porto Torres à partir de 2007. Depuis 2012, il navigue sur la ligne saisonnière reliant Gênes et Olbia. En raison de son exploitation essentiellement saisonnière, le navire est désarmé durant l'hiver mais peut être parfois utilisé sur d'autres liaisons sardes en période d'avant et d'après saison ainsi que sur d'autres axes de la compagnie comme les lignes de la Corse.